# Tetrataxoidea
Tetrataxoidea, tradicionalmente denominada Tetrataxacea, es una superfamilia de foraminíferos del suborden Fusulinina y del orden Fusulinida. Su rango cronoestratigráfico abarca desde el Tournasiense (Carbonífero inferior) hasta el Pérmico superior.

## Discusión
Clasificaciones más recientes incluyen Tetrataxoidea en el suborden Endothyrina, del orden Endothyrida, de la subclase Fusulinana y de la clase Fusulinata.

## Clasificación
Tetrataxoidea incluye a las siguientes familias:
- Familia Pseudotaxidae
- Familia Tetrataxidae
- Familia Valvulinellidae
- Familia Abadehellidae

Otra familia considerada en Tetrataxoidea es:
- Familia Dariopsidae